# Punx
Punx, pseudonimo di Ludwig Hanemann (Hartlebury, 27 ottobre 1907 – Monaco di Baviera, 11 febbraio 1996), è stato un illusionista e scrittore tedesco.
Soprannominato Der Unfassbare ("l'incredible"), ebbe un'influenza decisiva sulla forma di presentazione della magia nel XX secolo.
Attratto sin da bambino dalla magia, nel 1930 Hanemann apparì pubblicamente come mago per la prima volta, ma soltanto nel 1940 decise di usare "Punx" come nome d'arte. La particolarità delle sue esibizioni era proprio nella forma di presentazione: presentava i numeri di magia come fossero degli atti di teatro, talvolta calandosi nei personaggi di Cagliostro, Till Eulenspiegel, Barone di Münchhausen, per poi ritornare come Signore Punx.

## Citazioni

### Massima stilistica di Punx
Più poco appariscenti sono i mezzi, 

con cui rendi visibile l'irreale,

più le persone ti crederanno 

che puoi fare magie.

### Dall'epilogo di Punx
Come una bolla di sapone 

delicata e colorata - -

incredibile-davvero,

tra apparenza e realtà,

Ho creato un regno di miracoli,

di sogni da favola.			

## Pubblicazioni di Punx

### Quaderni (selezione)
- "Zweiunddreissig Blatt und lauter Rätsel", 1950
- "Setzt Euch Zu Meinen Füssen", 1977
- "Der Wahrtraum 1- Experimente mit dem Überraum“, 1978

### Libri (selezione)
- "Unfasslich", 1955
- "Setzt Euch zu meinen Füßen", 1977
- "Abschiedsvorstellung", 1987

### Articoli e colonne (selezione)
Ha scritto oltre 50 articoli specialistici su argomenti come sulla "Stile nella magia“ o la serie "Psicologia della meraviglia" (Über die Psychologie des Staunens) nella rivista "Magische Welt“, No. 6, Düren 1980 e anche numeri 1, 2 e 3. Düren 1981.

## Onorificenze
A questo scopo, Punx ha ricevuto "l'Hofzinser Ring" al primo congresso dopo la seconda guerra mondiale nell'Alu_Palast di Hanover.

## Articoli e saggi su Punx
- Karl Gutmann: Punx - der Revolutionär unter den Zauberern , nel: Magische Welt, No. 2., Anno 1953.
- Gisela e Dietmar Winkler: Punx, nel: Das große Hokuspokus, Henschelverlag, Berlino 1981, p. 491 f.
- Natias Neutert: Unfasslich, aber wahr! Die Zeit (24. dicembre 1993)
- Natias Neutert: Punx — eine Kategorie für sich (una categoria a sé stante), "Magie", No. 5, Düsseldorf, Anno 1996.
- Florian Faust: "Und Eure Augen seien wie Kinderaugen" nel Magische Welt, No. 5, Anno 2001.